# Establo Kise (2003)

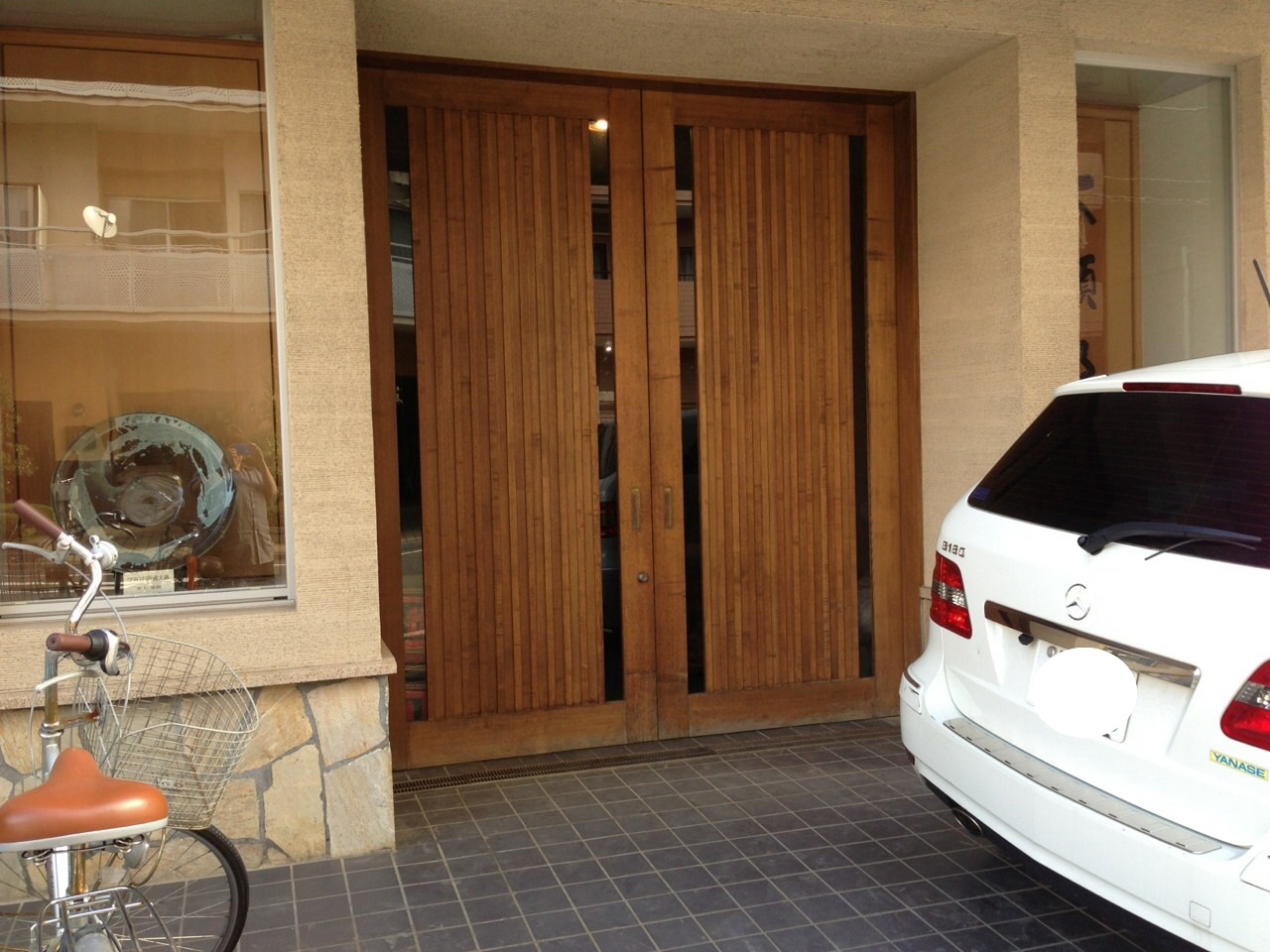
Entrada principal del Establo Kise

El Establo Kise (木瀬部屋, Kise-beya) es un establo de entrenamiento de sumo profesional. El recinto forma parte del ichimon Dewanoumi. La actual generación del establo Kise fue fundada en diciembre de 2003 por el ex maegashira Higonoumi tras independizarse del establo Mihogaseki, y el cual además fue campeón amateur de la Universidad Nihon. El primer luchador clasificado en la máxima división (makuuchi) producido por el establo fue Kiyoseumi en enero de 2008. Su recluta extranjero, el georgiano Gagamaru, obtuvo la promoción al makuuchi en mayo de 2010. El establo es un destino popular para luchadores de sumo con experiencia universitaria, como lo fue una vez Higonoumi.
Tras la degradación del maestro Kise en mayo de 2010 tras un escándalo de ventas de entradas para los torneos a miembros de la yakuza, el establo Kise fue disuelto temporalmente, con sus 27 luchadores siendo transferidos al establo Kitanoumi. La Asociación Japonesa de Sumo le permitió al maestro Kise reestablecer el establo en abril de 2012. Todos los anteriores miembros, al igual que los nuevos reclutas Jōkōryu y Sasanoyama (actual Daiseiryū[ja]), se reincorporaron al establo. Jōkōryu alcanzó el rango de komusubi en 2014, pero desde entonces ha caído estrepitosamente en la clasificación debido a una lesión prolongada, y en septiembre de 2017, Daiseidō se convirtió en el undécimo luchador del establo Kise en alcanzar la división jūryō desde su fundación en 2003. Para noviembre de 2023, el establo Kise posee un total de 21 luchadores, seis de ellos con estatus de sekitori.
La primera victoria de campeonato (yūshō) del establo Kise, fue obtenida por Tokushōryū en el torneo de enero de 2020. El luchador de 33 años logró salir victorioso a pesar de estar clasificado en un rango bajo del makuuchi, maegashira #17, y tras haber competido en los anteriores 12 torneos en la división jūryō. Tokushōryū se retiró en 2023 y permaneció en el establo como entrenador hasta abril de 2025, mudándose luego al establo Nishikido.
En mayo de 2022, el establo reclutó por primera vez a un estudiante de la Universidad de Tokio, una institución académica de élite, para incorporarse al sumo profesional.

## Nombres de ring
Algunos luchadores de este establo adoptan un nombre de ring o shikona con el prefijo "Higo" (肥後), extraído de los primeros caracteres del nombre del maestro del establo, el ex maegashira Higonoumi. Algunos ejemplos incluyen al ex jūryō Higonojō, y a los luchadores de bajo rango Higoarashi, Higonoryū, y Higohikari.

## Dueños
- 2003–2010, 2012–presente: El décimo primer (11°) Kimura Sehei - abreviado como Kise (shunin, ex maegashira Higonoumi)

## Luchadores activos destacados
- Ura (mejor rango: komusubi)
- Hidenoumi (mejor rango: maegashira #6)
- Shimanoumi (mejor rango: maegashira #3)
- Kinbōzan (mejor rango: maegashira #5)
- Churanoumi (mejor rango: maegashira #12)
- Daiseiryū[ja] (mejor rango: jūryō)
- Shiden[ja] (mejor rango: jūryō)

## Exluchadores destacados
- Gagamaru (ex komusubi)
- Jōkōryū (ex komusubi)
- Kiyoseumi (ex maegashira)
- Tokushōryū (ex maegashira)
- Akiseyama (ex maegashira)
- Tokushinhō (ex jūryō)
- Kizenryū[ja] (ex jūryō)
- Kizakiumi[ja] (ex jūryō)
- Higonojō[ja] (ex jūryō)

## Entrenadores
- Inagawa Yūki (iin, ex komusubi Futen'ō)
- Wakafuji Nobuhide (iin, ex maegashira Ōtsukasa)
- Izutsu Mitsuhiko (toshiyori, ex maegashira Akiseyama)

## Gyōji
- Kimura Shōichi (sandanme gyōji, de nombre real: Daisuke Takano)

## Yobidashi
- Naoki (sandanme yobidashi, de nombre real: Naoki Kitajima)

## Tokoyama
- Tokokuma (tokoyama de tercera clase)

## Ubicación y acceso
Tachikawa 1-16-8, barrio especial de Sumida, Tokio. A 5 minutos caminando desde la Estación Morishita (Línea Toei Shinjuku)